# Cystopteris fumarioides
Cystopteris fumarioides là một loài dương xỉ trong họ Cystopteridaceae. Loài này được C. Presl Kunze mô tả khoa học đầu tiên năm 1834.